# 拉韦西耶尔 (多尔多涅省)
拉韦西耶尔（法語：Laveyssière，法語發音：[lavesjɛʁ]）是法国多尔多涅省的一个旧市镇，属于贝尔热拉克区。2019年1月1日，拉韦西耶尔与邻近的3个市镇合并为新市镇埃罗-克朗普斯-莫朗斯。

## 地理
拉韦西耶尔（44°56'29"N, 0°26'32"E）面积6.7 平方千米，位于法国新阿基坦大区多爾多涅省，该省份为法国西南部内陆省份，是法國本土面积第三大的省，大致对应佩里戈尔地区，北起顺时针与夏朗德省、上维埃纳省、科雷兹省、洛特省、洛特-加龙省、吉倫特省和滨海夏朗德省接壤。
与拉韦西耶尔接壤的市镇（或旧市镇、城区）包括：莫朗斯、圣让代罗。
拉韦西耶尔的时区为UTC+01:00、UTC+02:00（夏令时）。

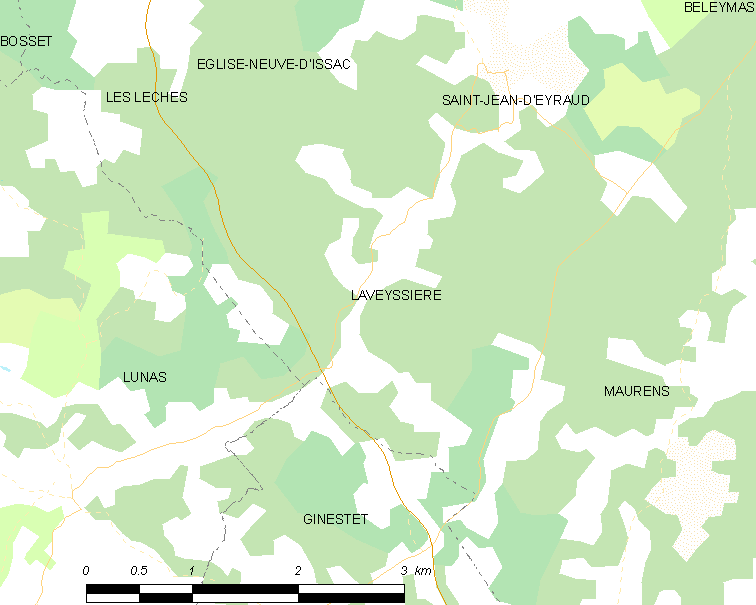
拉韦西耶尔的OSM定位图

## 行政
拉韦西耶尔的邮政编码为24130，INSEE市镇编码为24233。

## 政治
拉韦西耶尔所属的省级选区为中佩里戈尔县。

## 人口

1962-2008年间拉韦西耶尔人口变化图示

拉韦西耶尔于2018年1月1日时的人口数量为142人。